# Дункан, Раймонд
Раймонд Дункан (англ. Raymond Duncan, Сан-Франциско 1874—1966) — американский танцовщик, художник, поэт и философ, брат танцовщицы Айседоры Дункан и актёра Огюстена Дункана.

## Биография
Родился в Сан-Франциско в 1874 году. Был третьим из четырёх детей Джозефа Чарльза Дункана, банкира, и Мэри Доры Грэй, младшей дочери сенатора от Калифорнии Томаса Грэя (другими детьми были Элизабет, Огюстен и Айседора). Раймонд проявил склонность к искусству в раннем возрасте. В 1891 году, в возрасте 17 лет, он развил теорию движения, которую именовал «кинематикой»: « замечательный синтез движений труда и повседневной жизни». Он считал, что смыслом работы было развитие работника, а не производство и доход.
В 1898 году он и его мать и братья покинули Америку и некоторое время работали в Лондоне, Берлине, Афинах и Париже. В 1900 году он встретил в Париже немецкого поэта Gusto Graeser и был глубоко впечатлён его идеями о естественной и простой жизни. Теория движения Дункана привела его к тесному сотрудничеству с его сестрой Айседорой, известной танцовшицей. Как и его сестра, Дункан любил Грецию.

Центр изучения танца имени Айседоры и Раймонда Дункан

В 1903 году Раймонд и Айседора построили на холме Копанос в Афинах дом, где поселились и работали. Раймонд спроектировал дом по образцу «Дворца Агамемнона» в Микенах). Сегодня здесь располагается Центр изучения танца имени Айседоры и Раймонда Дункан (греч. Κέντρο Μελέτης Χορού Ισιδώρας και Ραϋμόνδου Ντάνκαν).
Раймонд женился на гречанке Пенелопе Сикелианос, сестре греческого поэта Сикелианос, Ангелос. Поселившись на вилле, где вся мебель и керамика были сделаны руками Раймонда, чета не разрешала никому входить в виллу в современной одежде, и сами они одевались в античную греческую одежду, как дома, так и за рубежом (что вызвало некоторое смятение в Берлине в 1907 году).
В 1909 году Раймонд и Пенелопа вернулись в США для серии представлений классических греческих пьес (Филадельфия, Чикаго, Канзас-Сити, Сан-Франциско, Портленд и другие города). Пара также читала лекции и давала уроки греческих народных музыки, танцев и ткачества. Они провели несколько месяцев на Тихоокеанском Северо-западе вместе с индейцами кламатами. В начале 1910 года их сын Меналкас Дункан был забран в Нью-Йоркское детское общество, когда вышел на улицы города в необычной (классической) одежде.
В 1911 году Дункан и Пенелопа вернулись в Париж и основали школу, Академию, которая предлагала бесплатные курсы танца, искусств и ремесёл; позже они открыли подобную школу в Лондоне. Обе школы основывались на идеях Платоновской академии, и обе были «открытым домом для любого нового поиска в театре, литературе, музыке и искусстве». Конечной целью Дункана была «полная техника жизни», которая, путём синтеза работы, искусства и физического движения, приведёт к дальнейшему развитию человека.
В дополнение к своей художественной и творческой деятельности, Дункан находил время писать стихи и пьесы, писать в газетах, где в редакционных статьях излагал свою философию «акционализма». Его книги, которые он печатал на собственном печатном станке, используя шрифт, разработанный им самим, включали «Слово в пустыне» (La Parole est dans le désert (1920)), «Стихи как проливная речь» (Poemes de parole torrentielle (1927)), «Любовь в Париже» (L’Amour à Paris (1932)), и «Искры моей наковальни» (Etincelles de mon enclume (1957)).
Работа Дункана на его печатном станке показана в документальной программе Орсона Уэллса «Вокруг Света» (Around the World with Orson Welles: St.-Germain-des-Prés).
В возрасте 73 лет Дункан предложил создание города «Новый Париж Йорк» («New Paris York»), на широте 45N, долготе 36W (посередине Атлантического океана), как символ сотрудничества и межкультурного общения.
В 1955 году Орсон Уэллс провёл интервью с Раймондом Дунканом в его академии, в телевизионном документальном фильме St.Germain des Pres. Этот документальный фильм был частью серии британского телевидения Вокруг Света с Орсоном Уэллсом.